# Wylan Cyprien
Wylan Cyprien, född 28 januari 1995, är en fransk fotbollsspelare som spelar för Parma.

## Karriär
Den 27 juli 2016 värvades Cyprien av Nice från Lens. Cyprien debuterade den 14 augusti 2016 i en 1–0-vinst över Rennes, där han blev inbytt i den 64:e minuten mot Vincent Marcel.
Den 5 oktober 2020 lånades Cyprien ut till italienska Parma på ett låneavtal över säsongen 2020/2021. Vid slutet av säsongen blev det en permanent övergång till Parma för Cyprien som skrev på ett kontrakt fram till den 30 juni 2025. Den 24 juni 2021 lånades han ut till Nantes på ett säsongslån. Den 10 augusti 2022 lånades Cyprien ut till schweiziska Sion på ett säsongslån.